# Monsieur Tillier
'Monsieur Tillier' est un cultivar de rosier thé obtenu en 1891 par le rosiériste français Alexandre Bernaix. Il doit son nom à un horticulteur ami de Bernaix, spécialisé notamment dans les chrysanthèmes et collaborateur de la revue Le Lyon horticole. Ce rosier fait toujours partie des catalogues car il est apprécié pour l'extrême délicatesse de son coloris.

## Description
Ce rosier diploïde présente de grandes fleurs doubles (17-25 pétales) et pleines, de couleur rose carmin à rouge brique, devenant plus foncées au fur et à mesure de la floraison. Les pétales sont imbriqués à la façon d'un camélia. Les fleurs exhalent un léger parfum épicé et herbacé.
L'arbuste est fort vigoureux et florifère et forme un buisson de 120 cm de hauteur. Il se plaît au soleil et dans les climats doux. Il peut s'élever dans sa variété grimpante de 200 cm à 500 cm pour une envergure de plus de 200 cm.

## Descendance
Par croisement avec Rosa wichuraiana, il a donné naissance à 'Paul Noël' (Tanne 1910).